# Makta al-Hadżar
Makta al-Hadżar (arab. مقطع الحجار, Maqṭaʿ al-Ḥajar; fr. Magta-Lahjar) – miasto w południowej Mauretanii, w regionie Al-Barakina, siedziba administracyjna departamentu Makta al-Hadżar i gminy Makta al-Hadżar. W 2000 roku liczyło ok. 12,1 tys. mieszkańców.